# Zenkō Suzuki
Zenkō Suzuki (鈴木 善幸 Suzuki Zenkō?, 11 de enero de 1911 – 19 de julio de 2004) fue un político japonés, que ejerció como el 70.º primer ministro nipón, desde el 17 de julio de 1980 hasta el 27 de noviembre de 1982.

## Biografía
Se graduó de la Universidad de Ciencia y Tecnología Marina de Tokio en 1935. En 1948 se unió al Partido Liberal (actual Partido Liberal Democrático). 

### Primer ministro
Fue nombrado primer ministro tras la muerte repentina de Masayoshi Ōhira, quien murió de un ataque cardíaco durante la campaña electoral general. La simpatía de votos generada por la muerte de Ōhira resultó en una arrolladora victoria del PLD, permitiendo a Suzuki la mayoría parlamentaria más holgada que tuvo un primer ministro en varios años. Suzuki no se presentó a la reelección de la presidencia del PLD en 1982, y fue sucedido por Yasuhiro Nakasone.
El gobierno de Suzuki fue inestable, donde los miembros del gabinete eran cambiados frecuentemente, y los partidos se dividían en fracciones políticas. La habilidad diplomática de Suzuki resultó en el liderazgo del consejo ejecutivo del partido por diez períodos. Logró fortalecer las relaciones diplomáticas con los Estados Unidos en una visita a Ronald Reagan en 1988.
Suzuki murió en el Centro Médico Internacional de Japón, en Tokio, por una neumonía.